# Gheytarieh
Gheytarieh (aussi orthographié Qeytarieh) est un district, au nord-est des limites de la ville de Téhéran, dans le grand district de Shemiran. Gheytarieh a une population d'environ 150 000 résidents. Il se situe dans le district administratif du Chizar.
Le quartier est célèbre pour un large parc du même nom, le parc Gheytarieh, qui était l'une des demeures du célèbre grand vizir persan Amir Kabir. Le parc, situé le long de la rue Gheytarieh, est une destination populaire parmi les jeunes iraniens.
Les quartiers voisins du district de Gheytariehs sont Kaveh, Hekmat, Chizar, Doulat, Dibaji, et Darrous.